# Dieter Georgi
Dieter Georgi (* 6. Juni 1929 in Mittelsömmern; † 1. März 2005 in Frankfurt am Main) war ein deutsch-amerikanischer evangelischer Theologe, Neutestamentler und Hochschullehrer.

## Leben
Dieter Georgi war Sohn eines Pfarrers und einer US-amerikanischen Mutter. Von 1939 bis 1947 besuchte er zunächst das humanistische Gymnasium in Frankfurt am Main und dann in Dresden. In Dresden erlebte er 1945 die Luftangriffe auf Dresden. Von 1947 bis 1953 studierte er Evangelische Theologie an den Universitäten Mainz, Heidelberg, Göttingen, Marburg und Edinburgh.
1953 legte er das Erste und 1955 das Zweite Theologische Examen in der Evangelischen Kirche in Hessen und Nassau in Darmstadt ab. Von 1954 bis 1955 war Georgi Repetent für Neues Testament in Heidelberg. 1955 bis 1957 war er als Pfarrvikar an der Andreaskirche in Frankfurt am Main tätig. 1957 wurde er zunächst Verwalter einer wissenschaftlichen Assistentenstelle und dann bis 1962 Wissenschaftlicher Assistent an der Evangelisch-Theologischen Fakultät der Heidelberger Ruprecht-Karls-Universität. Dort wurde er mit einer von Günther Bornkamm betreuten Dissertation zum Thema Die Gegner des Paulus im 2. Korintherbrief zum Dr. theol. promoviert. 1962 habilitierte er sich ebenfalls in Heidelberg mit einer Arbeit zur Geschichte der Kollekte des Paulus für Jerusalem. Von 1962 bis 1964 war Georgi als Privatdozent für Neues Testament in Heidelberg tätig.
Nach einer Gastprofessur für Neues Testament an der Harvard University von 1964 bis 1965 wurde Georgi 1965 in Heidelberg zum außerplanmäßigen Professor ernannt. Im Jahr darauf wurde er zum Professor für Neues Testament am San Francisco Theological Seminary der Presbyterian Church (U.S.A.) in San Anselmo in Kalifornien berufen. 1969 wechselte er an die Harvard Divinity School. Dort wirkte er bis 1984 als Frothingham Professor of Biblical Studies. Seit 1971 war er zugleich deutscher Prediger an der First Lutheran Church in Boston. In seinem Wohnort Arlington (Massachusetts) baute er ein Fußball-Programm in den örtlichen Schulen auf.
1982 kam er zunächst als Vertretungsprofessor zurück nach Frankfurt an das damalige religionswissenschaftliche Seminar. 1983 wurde er hier hauptamtlich tätig in der Gründungsphase des Fachbereichs Evangelische Theologie der Johann Wolfgang Goethe-Universität Frankfurt am Main, von 1987 bis 1989 als Gründungsdekan des neuen Fachbereichs. Er war entscheidend an der Errichtung der Martin-Buber-Stiftungsprofessur für Jüdische Religionsphilosophie beteiligt.
Nach seiner Emeritierung 1996 lehrte er weiterhin in Frankfurt sowie als Gastprofessor am Union Theological Seminary in Dasmarinas auf den Philippinen.
Er war verheiratet mit der Theologin Barbara, geb. Schäfer. Das Paar hatte fünf Kinder.

## Veröffentlichungen
- Die Gegner des Paulus in 2. K. 2, 14-7,4 und 10-13. Universität Heidelberg, Theologische Fakultät, Dissertation vom 22. Februar 1958

Druckfassung: Die Gegner des Paulus im 2. Korintherbrief. Studien zur religiösen Propaganda in der Spätantike. Neukirchen-Vluyn: Neukirchener Verlag 1964 (Wissenschaftliche Monographien zum Alten und Neuen Testament 11)
englische Übersetzung: The opponents of Paul in Second Corinthians: a study of religious propaganda in late antiquity. Philadelphia: Fortress Press 1985 ISBN 0-8006-0729-5; Edinburgh: Clark 1987 ISBN 0-567-09356-5 (Studies of the New Testament and its world)
- Die Geschichte der Kollekte des Paulus für Jerusalem. Heidelberg, Theol. F., Hab.Schr. v. 28. Febr. 1962

Druckfassung: Die Geschichte der Kollekte des Paulus für Jerusalem. Hamburg-Bergstedt: Reich 1965 (Theologische Forschung 38)
2. Auflage: Der Armen zu gedenken: die Geschichte der Kollekte des Paulus für Jerusalem. Neukirchen-Vluyn: Neukirchener Verlag 1994 ISBN 978-3-7887-1424-6